# Énergie en Sierra Leone
Le secteur économique de l'énergie en Sierra Leone occupe une place prédominante dans le pays.
La consommation énergétique provient en grande partie de Biomasse, produits pétroliers et énergie hydraulique . Les énergies renouvelables comme l'énergie solaire sont appelées à se développer.

## Géographie
Le Sierra Leone est un pays sur la côte atlantique de l'Afrique de l'Ouest. Le pays a une superficie totale de 72,300 km2 et une longueur totale de côtes de 402 km. Il est situé entre la Guinée (au nord-ouest et à l'est-nord-est) et le Liberia (au sud-est) et est bordé à l'ouest-sud-ouest par l'océan Atlantique. Un peu moins de la moitié des habitants (44%) vivent à l'intérieur des villes.

## Contexte

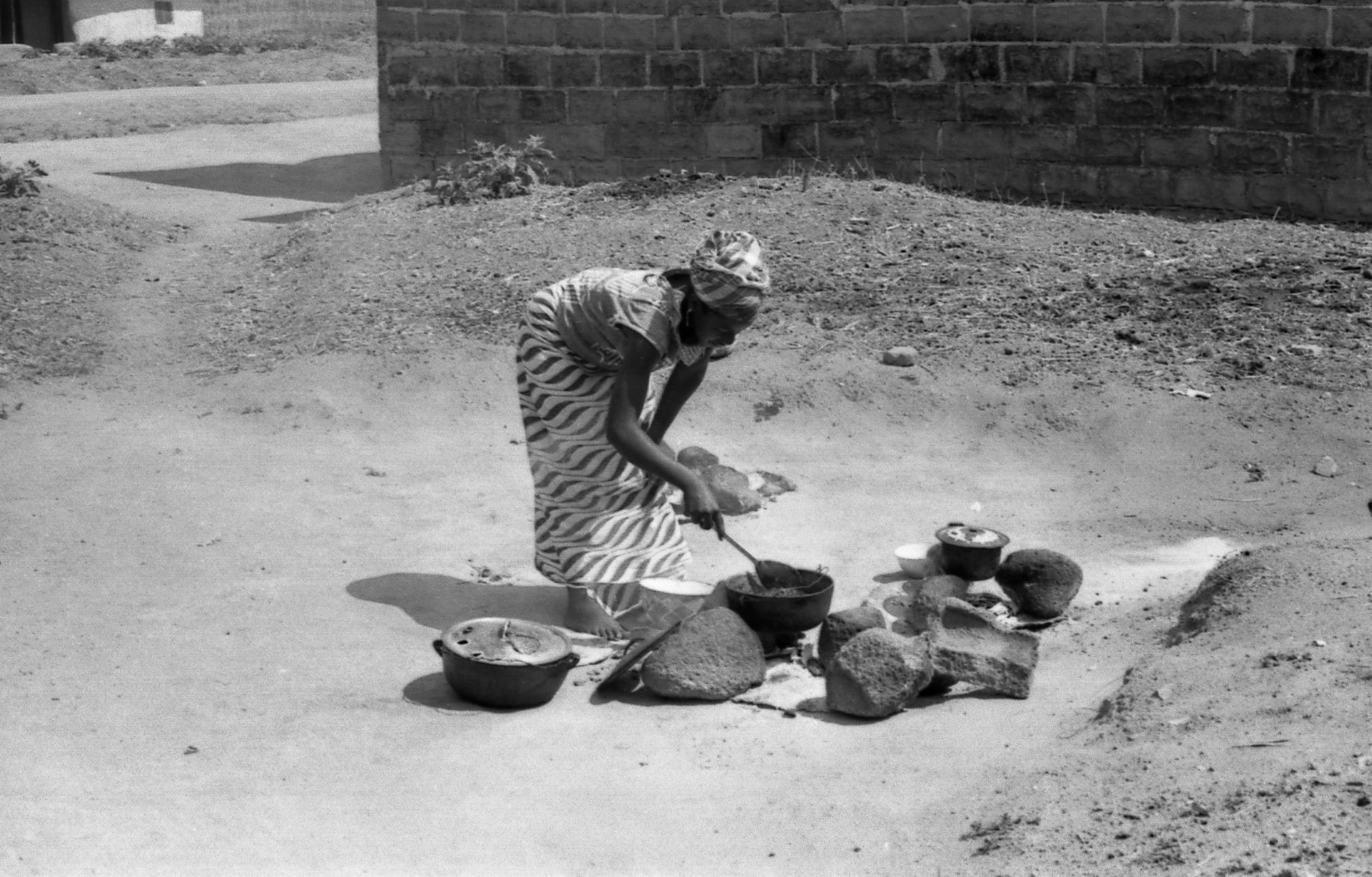
Cuisson domestique.

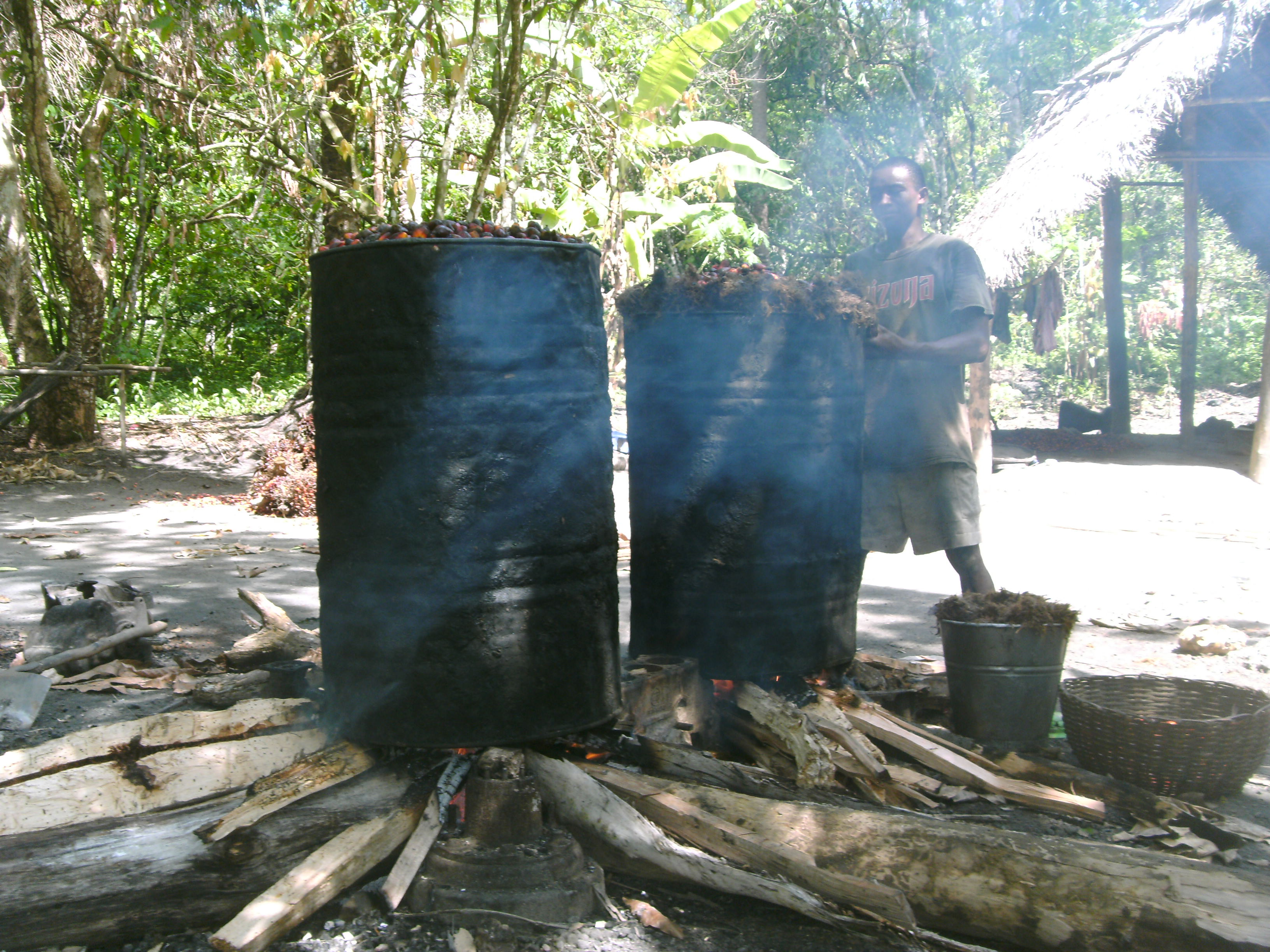
Utilisation du feu au bois pour bouillir un fruit de palmier.

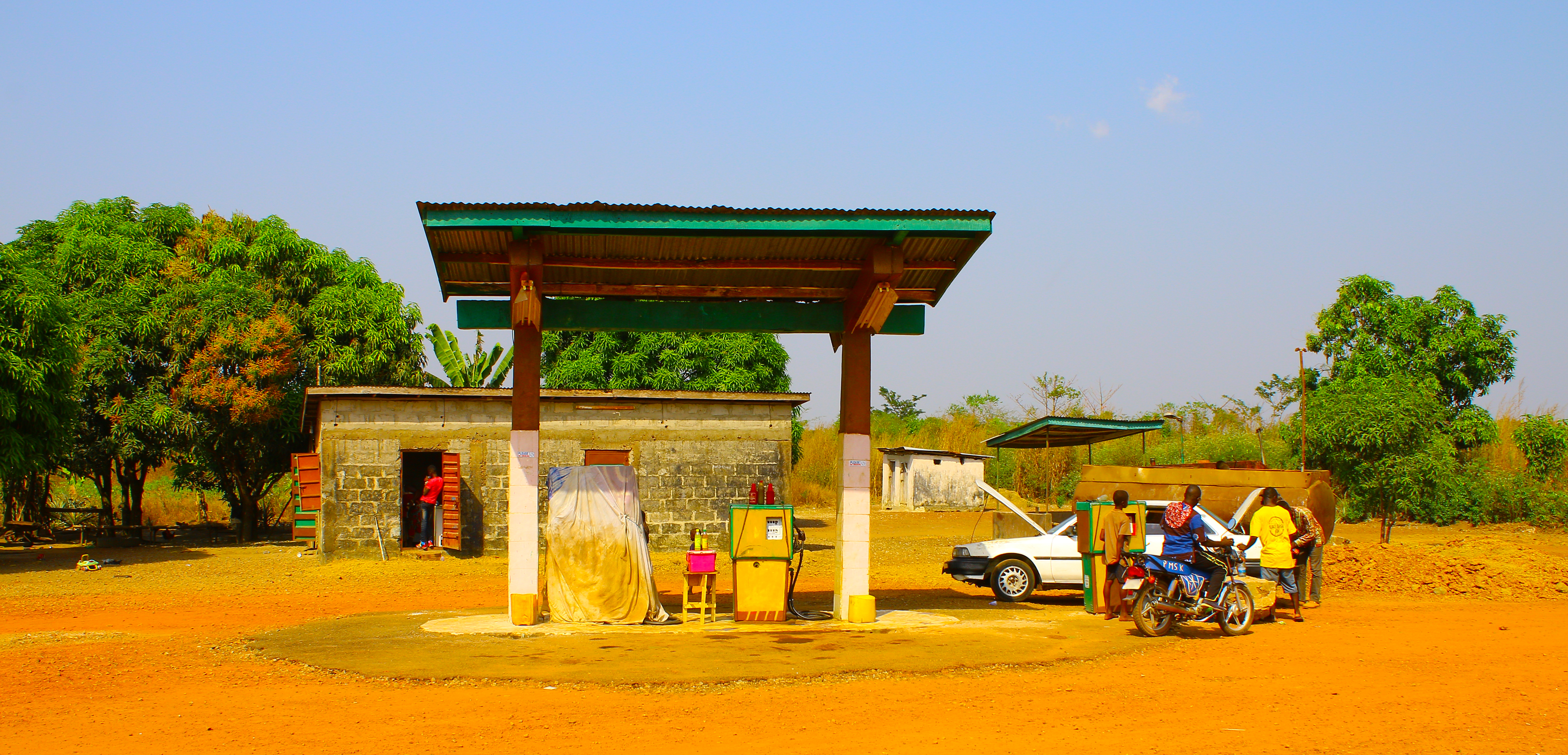
Station d'essence.

Production électrique par composant

En 2020; le bilan énergétique de la Sierra Leone montre que l’approvisionnement total en énergie primaire dans le pays était de 3 134,1 ktep . La biomasse traditionnelle représente environ 85 % de l’énergie totale utilisée. Le bois de chauffage, est la principale source d’énergie pour la population. En revanche, les services énergétiques modernes, l’électricité et les produits pétroliers (y compris le GPL), ainsi que les énergies renouvelables autres que la biomasse, ne représentent qu’une petite part de la consommation énergétique totale.
La Sierra Leone importe plus d’énergie qu’elle n’en produit et ne dispose pas de sources locales de charbon ou de gaz naturel. Il n’y a pas de raffinerie de pétrole dans le pays, les produits pétroliers sont importés. La Sierra Leone a le potentiel d’être entièrement autosuffisante en énergie, mais cela nécessite des investissements et des efforts pour développer les sources d’énergie locales,.

## Énergies renouvelables
La Sierra Leone est dotée d’un potentiel en énergies renouvelables :
- Énergie solaire : Le rayonnement solaire est abondant, des installations solaires photovoltaïques peuvent être utilisées pour générer de l’électricité.
- Énergie éolienne : Bien que la part de l’énergie éolienne soit actuellement faible, le pays possède des zones propices à l’installation d’éoliennes.
- Énergie hydroélectrique : Les cours d’eau et les chutes d’eau offrent un potentiel pour la production d’électricité hydroélectrique.
- Biomasse : La biomasse provenant des forêts et des cultures comme le riz, la paille et le sucre de canne peut également être utilisée comme source d’énergie renouvelable[4],[5].

## Projets
Un certain nombre de projets visent à développer les sources d’énergie renouvelable en Sierra Leone. Voici quelques-uns d’entre eux :
- Accès à l’énergie en milieu rural : Ce projet, financé par le ministère britannique du Développement international, vise à alimenter en électricité les régions rurales de la Sierra Leone en utilisant l’énergie solaire. Environ 360 000 personnes bénéficieront de ce projet [6].
- Alimentation des zones rurales en énergie renouvelable : L’UNOPS met en œuvre ce projet pour le compte du ministère de l’Énergie de la Sierra Leone. Grâce à un financement de près de 3,6 millions de dollars du gouvernement du Japon, ce projet vise à améliorer l’accès à l’énergie dans des villages isolés. Un réseau de distribution d’énergie a été construit pour alimenter en électricité six communautés rurales mal desservies. Des mini-réseaux photovoltaïques généreront 330 kilowatts d’énergie solaire, qui seront distribués à des écoles, des pharmacies, des foyers, des entreprises et des centres de santé communautaires[7].
- Centrale électrique pour la raffinerie d’éthanol : Un important projet d’énergie renouvelable produira de l’électricité pour la raffinerie d’éthanol en Sierra Leone. Cette centrale fournira environ 20 % de l’électricité du réseau national. De plus, le projet contribuera à la sécurité alimentaire et au développement socio-économique dans l’une des régions les plus pauvres du pays[8].
- Plan national d’investissement dans les énergies renouvelables : La Sierra Leone met en place un plan pour lever les freins au développement des énergies renouvelables et transformer le marché. Ce plan comprendra une série de projets visant à renforcer la participation du secteur public et privé. Il contribuera également à réduire les émissions de gaz à effet de serre et à renforcer la résilience face aux changements climatiques[9].